# チーヴィタ・カステッラーナ
チーヴィタ・カステッラーナ（伊: Civita Castellana）は、イタリア共和国ラツィオ州ヴィテルボ県にある、人口約15,000人の基礎自治体（コムーネ）。
県内では県都ヴィテルボに次ぎ、タルクイーニアと並ぶコムーネ人口を有する都市である（2015年現在県内第2位、2024年現在県内第3位）。

## 地理

### 位置・広がり
ヴィテルボ県南東部のコムーネ。県都ヴィテルボから東南東へ29kmの距離にある。

#### 隣接コムーネ
隣接するコムーネは以下の通り。括弧内のRIはリエーティ県、RMはローマ県所属を示す。
- カステル・サンテリーア
- コッレヴェッキオ (RI)
- コルキアーノ
- ファブリカ・ディ・ローマ
- ファレーリア
- ガッレーゼ
- マリアーノ・サビーナ (RI)
- ポンツァーノ・ロマーノ (RM)
- サントレステ (RM)

### 気候分類・地震分類

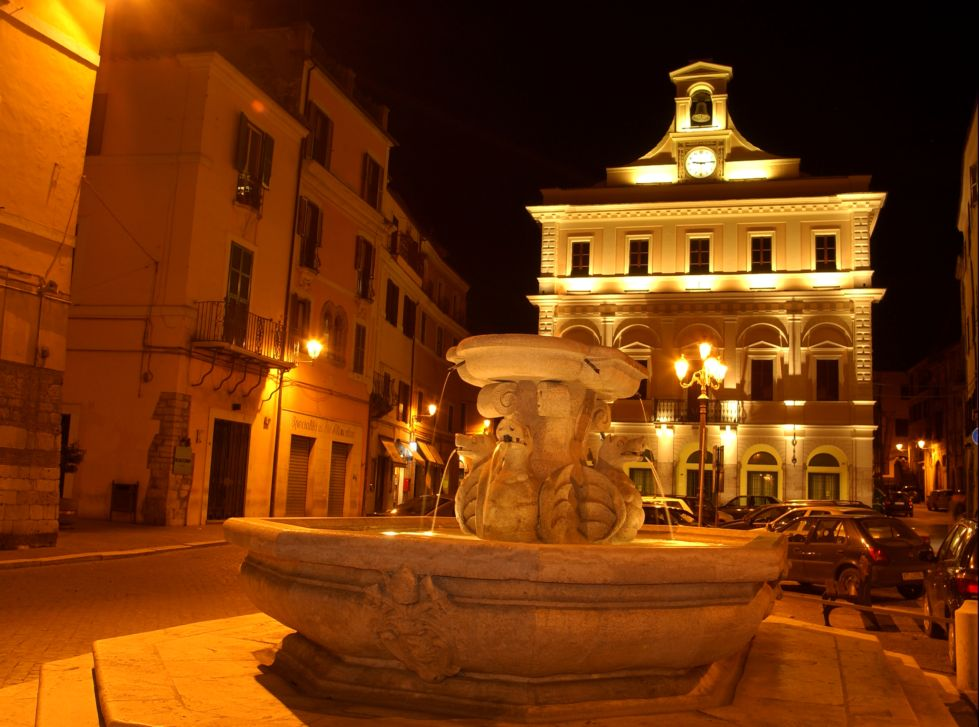
チーヴィタ・カステッラーナ

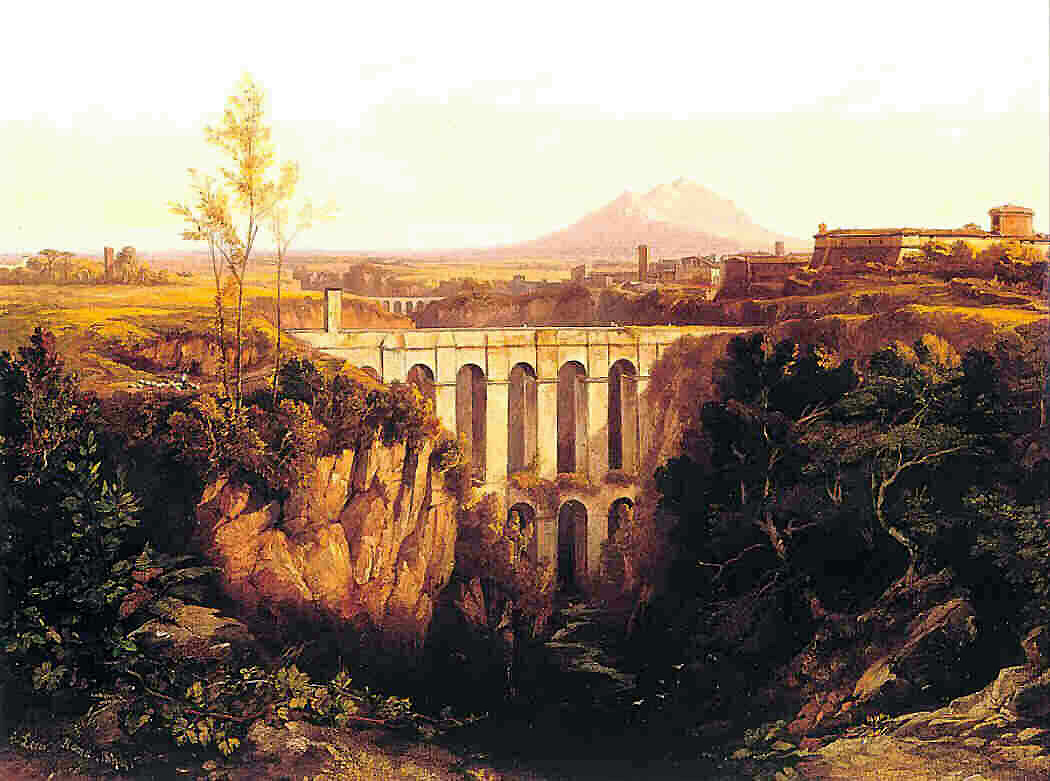
Edward Learが描いたチーヴィタ・カステッラーナ（1844年）

チーヴィタ・カステッラーナにおけるイタリアの気候分類 (it) および度日は、zona D, 1703 GGである。
また、イタリアの地震リスク階級 (it) では、zona 2B (sismicità media) に分類される。

## 行政

### 分離集落
チーヴィタ・カステッラーナには、以下の分離集落（フラツィオーネ）がある。
- Borghetto, Pian Paradiso, Sassacci

## 人物

### ゆかりの人物
- アントニオ・ダ・サンガッロ・イル・ヴェッキオ - チーヴィタ・カステッラーナの城砦建築にあたる
- ヨハン・ヴォルフガング・フォン・ゲーテ - 『イタリア紀行』の旅で立ち寄り、城からの眺めを称えた